# Caloptilia nobilella
Caloptilia nobilella är en fjärilsart som först beskrevs av Josef Wilhelm Klimesch 1942.  Caloptilia nobilella ingår i släktet Caloptilia och familjen styltmalar.
Artens utbredningsområde är Kroatien. Inga underarter finns listade i Catalogue of Life.